# Antiblemma spectanda
Antiblemma spectanda är en fjärilsart som beskrevs av Heinrich Benno Möschler 1880. Antiblemma spectanda ingår i släktet Antiblemma och familjen nattflyn. Inga underarter finns listade i Catalogue of Life.